# Morti nel 1871
| Questa pagina contiene informazioni ricavate automaticamente dalle voci biografiche con l'ausilio del template Bio e di un bot. L'aggiornamento è periodico e automatico e ricostruisce completamente la pagina. Se manca una persona in questa lista, sei pregato di non aggiungerla, ma accertati piuttosto che la sua voce biografica contenga il template Bio e che i dati anagrafici siano correttamente compilati. Se il template Bio manca, inseriscilo tu stesso o, in alternativa, metti l'avviso {{tmp\|Bio}} che ne segnala la mancanza. Se i dati riportati sono sbagliati, correggi direttamente la voce biografica; le modifiche saranno visibili in questa lista entro pochi giorni. Per chiarimenti vedi il progetto biografie. La lista contiene solo le 336 persone che sono citate nell'enciclopedia e per le quali è stato implementato correttamente il template Bio. Pagina aggiornata al 10 ago 2025. |

## Gennaio(29)
- 3 gennaio - Kuriakose Elias Chavara, presbitero e santo indiano (n. 1805)
- 10 gennaio - Pierre Alexis Ponson du Terrail, scrittore francese (n. 1829)
- 12 gennaio - Henry Alford, teologo inglese (n. 1810)
- 12 gennaio - Tommaso Minardi, pittore e docente italiano (n. 1787)
- 13 gennaio - Henriette d'Angeville, alpinista francese (n. 1794)
- 13 gennaio - Kawakami Gensai, rivoluzionario giapponese (n. 1834)
- 13 gennaio - Jacques Louis Randon, generale e politico francese (n. 1795)
- 14 gennaio - Giovanni Battista Culiolo, patriota italiano (n. 1813)
- 15 gennaio - Armand-Pierre Caussin de Perceval, orientalista e lessicografo francese (n. 1795)
- 18 gennaio - Cesare Capoquadri, giurista italiano (n. 1790)
- 18 gennaio - George Hayter, pittore inglese (n. 1792)
- 19 gennaio - William Denison, politico e militare britannico (n. 1804)
- 19 gennaio - Charles Gumery, scultore francese (n. 1827)
- 19 gennaio - Henri Regnault, pittore francese (n. 1843)
- 21 gennaio - Luigi Perla, patriota e militare italiano (n. 1839)
- 21 gennaio - Jan Jacob Rochussen, politico olandese (n. 1797)
- 22 gennaio - Auguste Strobl, tedesca (n. 1807)
- 23 gennaio - Friedrich Anton Wilhelm Miquel, botanico olandese (n. 1811)
- 25 gennaio - Joseph Hillebrand, filosofo tedesco (n. 1788)
- 25 gennaio - Albrecht Nostitz-Rieneck, politico austriaco (n. 1807)
- 25 gennaio - Jeanne Villepreux-Power, biologa francese (n. 1794)
- 25 gennaio - Wilhelm Weitling, rivoluzionario tedesco (n. 1808)
- 27 gennaio - Giuseppe Righini di San Giorgio, generale e nobile italiano (n. 1781)
- 28 gennaio - Carlo Ferrari, pittore italiano (n. 1813)
- 28 gennaio - Édouard Lartet, paleontologo, geologo e antropologo francese (n. 1801)
- 29 gennaio - Charles-Alexis Chauvet, organista e compositore francese (n. 1837)
- 29 gennaio - Giuseppe Gnecco, patriota e militare italiano (n. 1824)
- 30 gennaio - Azzan bin Qais, sovrano omanita
- 30 gennaio - William Holl, incisore inglese (n. 1807)

## Febbraio(31)
- 1º febbraio - Charles Rabou, romanziere e giornalista francese (n. 1803)
- 1º febbraio - Aleksandr Nikolaevič Serov, compositore e critico musicale russo (n. 1820)
- 2 febbraio - József Eötvös, scrittore e politico ungherese (n. 1813)
- 3 febbraio - Thomas William Robertson, drammaturgo, regista teatrale e scrittore irlandese (n. 1829)
- 4 febbraio - Imam Shamil, politico e imam (n. 1797)
- 4 febbraio - Charles H. Sweetser, scrittore, giornalista e editore statunitense (n. 1841)
- 4 febbraio - Sisto Vinciguerra, giurista e patriota italiano (n. 1815)
- 4 febbraio - Hermann von Pückler-Muskau, scrittore e artista tedesco (n. 1785)
- 7 febbraio - Leopoldina del Brasile, principessa brasiliana (n. 1847)
- 7 febbraio - Agostino Molino, politico italiano
- 7 febbraio - Eugénie Smet, religiosa francese (n. 1825)
- 7 febbraio - Heinrich Steinweg, pianista e imprenditore tedesco (n. 1797)
- 8 febbraio - Agostino Sagredo, storico e politico italiano (n. 1798)
- 8 febbraio - Moritz von Schwind, pittore austriaco (n. 1804)
- 9 febbraio - Augustus Applegath, tipografo e inventore britannico (n. 1788)
- 11 febbraio - Antonio Bagioli, compositore italiano (n. 1795)
- 11 febbraio - Gaspard-Théodore-Ignace de la Fontaine, politico lussemburghese (n. 1787)
- 11 febbraio - Étienne de Gerlache, politico, avvocato e nobile belga (n. 1785)
- 11 febbraio - Filippo Taglioni, ballerino e coreografo italiano (n. 1777)
- 12 febbraio - Alice Cary, poetessa statunitense (n. 1820)
- 14 febbraio - Alessandro di Mensdorff, nobile, generale e politico austriaco (n. 1813)
- 14 febbraio - Carlo Taverna, politico italiano (n. 1817)
- 16 febbraio - Philippe-Jacques van Bree, pittore belga (n. 1786)
- 16 febbraio - Richard Adams Locke, giornalista e scrittore britannico (n. 1800)
- 19 febbraio - John Bankhead Magruder, militare statunitense (n. 1807)
- 21 febbraio - Luigi Dragonetti, politico e scrittore italiano (n. 1791)
- 23 febbraio - Cristoforo Marzaroli, scultore italiano (n. 1836)
- 24 febbraio - Théodore Caruelle d'Aligny, pittore francese (n. 1798)
- 24 febbraio - Julius Weisbach, matematico e ingegnere tedesco (n. 1806)
- 24 febbraio - Christian Zetlitz Bretteville, politico norvegese (n. 1800)
- 27 febbraio - Giuseppe da Igualada, presbitero spagnolo (n. 1811)

## Marzo(31)
- 2 marzo - Giovanni Battista Gordigiani, compositore e baritono italiano (n. 1795)
- 3 marzo - Michael Thonet, ebanista austro-ungarico (n. 1796)
- 4 marzo - José Fernando Ramírez, politico messicano (n. 1804)
- 5 marzo - Carlo Emanuele Quezel, artigiano e patriota italiano (n. 1837)
- 6 marzo - Pepita de Oliva, danzatrice spagnola (n. 1830)
- 9 marzo - Antonín Novotný, compositore di scacchi boemo (n. 1827)
- 9 marzo - Fëdor Michajlovič Rešetnikov, scrittore russo (n. 1841)
- 12 marzo - Franz Josef Mone, archivista, storico e archeologo tedesco (n. 1796)
- 13 marzo - Charles Hugo, scrittore e giornalista francese (n. 1826)
- 14 marzo - Federigo Bobini, brigante e assassino italiano (n. 1845)
- 14 marzo - Felix von Niemeyer, medico tedesco (n. 1820)
- 16 marzo - Francesco Paolo Palizzi, pittore italiano (n. 1825)
- 18 marzo - Augustus De Morgan, matematico e logico britannico (n. 1806)
- 18 marzo - Claude Lecomte, generale francese (n. 1817)
- 18 marzo - Karl Gustav Mitscherlich, farmacologo tedesco (n. 1805)
- 18 marzo - Clément Thomas, generale francese (n. 1809)
- 19 marzo - Wilhelm Karl Ritter von Haidinger, mineralogista, geologo e fisico austriaco (n. 1795)
- 20 marzo - Antonio Buzzolla, compositore, direttore di coro e direttore d'orchestra italiano (n. 1815)
- 21 marzo - Luigi Gherardeschi, compositore e organista italiano (n. 1791)
- 22 marzo - Abigail Kimber, attivista statunitense (n. 1804)
- 25 marzo - Paolo Farina, funzionario e politico italiano (n. 1806)
- 26 marzo - François-Joseph Fétis, musicologo, compositore e docente belga (n. 1784)
- 27 marzo - Adelaide Cairoli, patriota italiana (n. 1806)
- 28 marzo - Giuditta Bellerio Sidoli, patriota italiana (n. 1804)
- 28 marzo - Giulio Cesare Fangarezzi, avvocato, giornalista e scrittore italiano (n. 1815)
- 28 marzo - Johan Vilhelm Gertner, pittore danese (n. 1818)
- 28 marzo - Giovanni Giannini, botanico e medico italiano (n. 1793)
- 28 marzo - Johann Baptist Streicher, artigiano austriaco (n. 1796)
- 28 marzo - Peter Wirth, religioso tedesco (n. 1830)
- 30 marzo - Peter Marinus Thomsen, fotografo norvegese (n. 1832)
- 30 marzo - Luisa dei Paesi Bassi, regina (n. 1828)

## Aprile(29)
- 1º aprile - Augusta d'Assia-Homburg, nobile tedesca (n. 1776)
- 2 aprile - Francisco Javier de Istúriz, politico e diplomatico spagnolo (n. 1790)
- 3 aprile - Luigi Barbavara di Gravellona, politico italiano (n. 1818)
- 3 aprile - Gustave Flourens, scienziato e politico francese (n. 1838)
- 4 aprile - Émile Victor Duval, operaio, attivista e generale francese (n. 1840)
- 4 aprile - Peter von Hess, pittore tedesco (n. 1792)
- 5 aprile - Paolo Savi, geologo e ornitologo italiano (n. 1798)
- 7 aprile - Wilhelm von Tegetthoff, ammiraglio austriaco (n. 1827)
- 9 aprile - Giorgio Mameli, ammiraglio italiano (n. 1798)
- 10 aprile - Lucio Norberto Mansilla, militare e politico argentino (n. 1792)
- 12 aprile - Pierre Leroux, editore, filosofo e politico francese (n. 1797)
- 14 aprile - Ivan Krasnov, militare e scrittore russo (n. 1802)
- 16 aprile - Domenico Fois, giurista, politico e avvocato italiano (n. 1780)
- 16 aprile - Johann Ritter von Oppolzer, medico austriaco (n. 1808)
- 18 aprile - Omar Pascià, generale serbo (n. 1806)
- 20 aprile - Gabriel Ajvazovskij, storico, filologo e arcivescovo cristiano orientale armeno (n. 1812)
- 20 aprile - François Achille Longet, fisiologo e anatomista francese (n. 1811)
- 21 aprile - Domenico Bassetti, militare e patriota italiano (n. 1828)
- 22 aprile - Martín Carrera, politico e generale messicano (n. 1806)
- 22 aprile - Giovanni Renier, vescovo cattolico italiano (n. 1796)
- 22 aprile - Friedrich von Waldburg-Wolfegg-Waldsee, principe e politico tedesco (n. 1808)
- 23 aprile - Émile Deschamps, poeta francese (n. 1791)
- 23 aprile - Ignaz von Olfers, naturalista, storico e diplomatico tedesco (n. 1793)
- 26 aprile - Luigi Andreotti, militare italiano (n. 1829)
- 26 aprile - Jean-Jacques Castoldi, avvocato, giudice e politico svizzero (n. 1804)
- 26 aprile - Ludwig Franz Alexander Winther, patologo e oculista tedesco (n. 1812)
- 27 aprile - Paul de Kock, scrittore francese (n. 1793)
- 27 aprile - Sigismund Thalberg, pianista e compositore austriaco (n. 1812)
- 28 aprile - Giuseppe Imperiali, imprenditore e politico italiano (n. 1806)

## Maggio(36)
- 4 maggio - Maria Annunziata di Borbone-Due Sicilie, principessa (n. 1843)
- 4 maggio - Moriyama Einosuke, militare e linguista giapponese (n. 1820)
- 5 maggio - Henri de La Tour d'Auvergne-Lauraguais, politico e diplomatico francese (n. 1823)
- 11 maggio - John Herschel, astronomo, matematico e chimico britannico (n. 1792)
- 12 maggio - Anselme Payen, chimico francese (n. 1795)
- 13 maggio - Daniel Auber, compositore francese (n. 1782)
- 16 maggio - Federico Lovera Di Maria, politico e militare italiano (n. 1796)
- 18 maggio - Eduard Weber, fisiologo e anatomista tedesco (n. 1806)
- 19 maggio - Théophile-Victor de Chevron Villette, politico francese (n. 1806)
- 21 maggio - Saro Cucinotta, incisore, disegnatore e critico d'arte italiano (n. 1830)
- 21 maggio - Costanza Trotti Bentivoglio, patriota e nobildonna italiana (n. 1800)
- 22 maggio - Friedrich Halm, scrittore e bibliotecario austriaco (n. 1806)
- 22 maggio - Émilie Pellapra, nobile francese (n. 1806)
- 22 maggio - Leopoldo IV di Anhalt-Dessau, principe tedesco (n. 1794)
- 23 maggio - Gustave Chaudey, politico e giornalista francese (n. 1817)
- 23 maggio - Jaroslaw Dombrowski, militare polacco (n. 1836)
- 23 maggio - Alessandro Marcello, politico italiano (n. 1813)
- 24 maggio - Martian Bernardy de Sigoyer, militare francese (n. 1824)
- 24 maggio - Louis Bernard Bonjean, giurista e politico francese (n. 1804)
- 24 maggio - Georges Darboy, arcivescovo cattolico francese (n. 1813)
- 24 maggio - Gaspard Deguerry, presbitero e predicatore francese (n. 1797)
- 24 maggio - Edelestand du Méril, filologo e paleografo francese (n. 1801)
- 24 maggio - Raoul Rigault, rivoluzionario francese (n. 1846)
- 25 maggio - Cesare De Laugier de Bellecour, generale italiano (n. 1789)
- 25 maggio - Louis Charles Delescluze, politico, avvocato e giornalista francese (n. 1809)
- 25 maggio - Jacques Louis Durand, operaio e politico francese (n. 1817)
- 25 maggio - Édouard Moreau, letterato e imprenditore francese (n. 1838)
- 26 maggio - Aimé Maillart, compositore francese (n. 1817)
- 26 maggio - Jean-Baptiste Millière, politico e giornalista francese (n. 1817)
- 26 maggio - Henri Planchat, presbitero francese (n. 1823)
- 28 maggio - Felice Chiò, matematico e politico italiano (n. 1813)
- 28 maggio - Eugène Varlin, politico francese (n. 1839)
- 29 maggio - Balthazard Billiet, politico francese (n. 1818)
- 29 maggio - Claude Dominique Napias, attivista francese (n. 1813)
- 30 maggio - Francesco Marchi, economista italiano (n. 1822)
- 31 maggio - René Edouard Claparède, zoologo svizzero (n. 1832)

## Giugno(20)
- 3 giugno - Jakob Wilhelm Huber, pittore tedesco (n. 1797)
- 7 giugno - August Immanuel Bekker, filologo classico e grecista tedesco (n. 1785)
- 7 giugno - Pietro Marrelli, patriota italiano (n. 1799)
- 7 giugno - Wenceslao Paunero, generale e politico argentino (n. 1805)
- 8 giugno - Orso Seduto, nativo americano
- 9 giugno - Anna Atkins, botanica e fotografa inglese (n. 1799)
- 9 giugno - Friedrich Ueberweg, storico della filosofia tedesco (n. 1826)
- 10 giugno - Lodovico Bianchini, economista, storico e politico italiano (n. 1803)
- 13 giugno - Jean Eugène Robert-Houdin, illusionista francese (n. 1805)
- 14 giugno - Josiah Tattnall III, militare statunitense (n. 1795)
- 16 giugno - Ján Kalinčiak, scrittore e poeta slovacco (n. 1822)
- 18 giugno - Angelo Borbonese, nobile italiano (n. 1802)
- 18 giugno - George Grote, storico inglese (n. 1794)
- 20 giugno - Napoleone Angiolini, pittore italiano (n. 1797)
- 20 giugno - Auguste Vermorel, politico, giornalista e scrittore francese (n. 1841)
- 22 giugno - Aristodemo Costoli, scultore italiano (n. 1803)
- 22 giugno - Charles Lemaire, botanico francese (n. 1800)
- 24 giugno - Alessandro Filippa, militare italiano (n. 1799)
- 27 giugno - Anna Sundström, chimica svedese (n. 1785)
- 29 giugno - Betsy Balcombe, scrittrice inglese (n. 1802)

## Luglio(22)
- 1º luglio - Charles Félix Marie Texier, archeologo e architetto francese (n. 1802)
- 3 luglio - Carl August Julius Milde, botanico e medico tedesco (n. 1824)
- 4 luglio - Pietro Maestri, medico, statistico e patriota italiano (n. 1816)
- 5 luglio - Cristina Trivulzio di Belgiojoso, nobildonna, patriota e giornalista italiana (n. 1808)
- 6 luglio - Antônio de Castro Alves, poeta brasiliano (n. 1847)
- 6 luglio - Giovanni Battista Nazari, politico italiano (n. 1791)
- 8 luglio - Raffaele Marchesi, presbitero, insegnante e scrittore italiano (n. 1810)
- 9 luglio - Anton Altmann, pittore austriaco (n. 1808)
- 11 luglio - Germain Sommeiller, ingegnere italiano (n. 1815)
- 15 luglio - Ján Chalupka, scrittore slovacco (n. 1791)
- 15 luglio - Thomas Lincoln III, statunitense (n. 1853)
- 17 luglio - Giuseppe Bruschetti, ingegnere e politico italiano (n. 1793)
- 17 luglio - Cornelius Roosevelt, imprenditore statunitense (n. 1794)
- 17 luglio - Carl Tausig, pianista polacco (n. 1841)
- 18 luglio - Michele Avitabile, banchiere e politico italiano (n. 1818)
- 20 luglio - François Delsarte, tenore e insegnante francese (n. 1811)
- 22 luglio - Thomas Dyke Acland, politico inglese (n. 1787)
- 26 luglio - François-Augustin Delamare, arcivescovo cattolico francese (n. 1800)
- 27 luglio - Tommaso Gar, archivista e bibliotecario italiano (n. 1808)
- 28 luglio - Modeste Demers, missionario e vescovo cattolico canadese (n. 1809)
- 30 luglio - Max Bezzel, scacchista tedesco (n. 1824)
- 31 luglio - Phoebe Cary, scrittrice statunitense (n. 1824)

## Agosto(11)
- 2 agosto - Hippolyte Gerbaix de Sonnaz, politico francese (n. 1783)
- 3 agosto - Giovanni Battista Lusiardi, patriota italiano (n. 1831)
- 4 agosto - Giustino Quadrari, presbitero, filologo e archeologo italiano (n. 1802)
- 7 agosto - Edmund Bojanowski, filantropo polacco (n. 1814)
- 9 agosto - Pietro Savi, botanico italiano (n. 1811)
- 10 agosto - Antonio Busciolano, scultore italiano (n. 1822)
- 19 agosto - Carlo Nicolis di Robilant, militare italiano (n. 1799)
- 20 agosto - Francesco Guardabassi, patriota e politico italiano (n. 1793)
- 21 agosto - Michele de Gemmis, magistrato e scrittore italiano (n. 1799)
- 23 agosto - Franz Schweigger-Seidel, fisiologo tedesco (n. 1834)
- 29 agosto - Gustave Tridon, politico e scrittore francese (n. 1841)

## Settembre(18)
- 3 settembre - Luigi Pizzardi, politico italiano (n. 1815)
- 5 settembre - Lorenzo Granetti, medico e scrittore italiano (n. 1801)
- 7 settembre - Mehmed Alì Pascià, politico ottomano (n. 1815)
- 9 settembre - Stand Watie, militare nativo americano (n. 1806)
- 12 settembre - Júlio Dinis, scrittore e medico portoghese (n. 1839)
- 12 settembre - Dmitrij Nikolaevič Šeremetev, ufficiale russo (n. 1803)
- 16 settembre - Ignazio Alessandro Pallavicini, politico italiano (n. 1800)
- 19 settembre - Giovanni de Sangro, principe di Fondi, imprenditore e politico italiano (n. 1804)
- 20 settembre - John Patteson, missionario e vescovo anglicano britannico (n. 1827)
- 21 settembre - Robert Marcellus Stewart, politico statunitense (n. 1815)
- 24 settembre - Thomas Roscoe, traduttore e viaggiatore inglese (n. 1791)
- 25 settembre - Arvid August Afzelius, pastore protestante e poeta svedese (n. 1785)
- 25 settembre - Benedetto Cacciatori, scultore italiano (n. 1794)
- 25 settembre - Louis-Joseph Papineau, politico canadese (n. 1786)
- 25 settembre - Frédéric Sorrieu, incisore, litografo e disegnatore francese (n. 1807)
- 26 settembre - Cipriani Potter, compositore, pianista e direttore d'orchestra inglese (n. 1792)
- 27 settembre - Gaetano Forte, pittore italiano (n. 1790)
- 29 settembre - Bernardino Maceri, politico italiano (n. 1823)

## Ottobre(26)
- 1º ottobre - Joaquín Fernández de Córdoba, generale e senatore spagnolo (n. 1787)
- 3 ottobre - Augusto di Senarclens de Grancy, funzionario tedesco (n. 1794)
- 6 ottobre - Johann Leopold Abel, musicista tedesco (n. 1795)
- 6 ottobre - Edwin Wyndham-Quin, III conte di Dunraven e Mount-Earl, nobile, politico e archeologo irlandese (n. 1812)
- 7 ottobre - John Fox Burgoyne, generale britannico (n. 1782)
- 7 ottobre - Lella Ricci, soprano italiano (n. 1850)
- 8 ottobre - Gaetano Besia, architetto italiano (n. 1791)
- 8 ottobre - Cesare Castiglioni, medico italiano (n. 1806)
- 8 ottobre - Félix Lambrecht, politico e imprenditore francese (n. 1819)
- 8 ottobre - Károly Zay, nobile e politico ungherese (n. 1797)
- 10 ottobre - Octavius Catto, letterato, insegnante e attivista statunitense (n. 1839)
- 10 ottobre - Joseph Zedner, bibliografo e bibliotecario tedesco (n. 1804)
- 12 ottobre - Carlo Giovanni del Liechtenstein, principe austriaco (n. 1803)
- 13 ottobre - Giovanni Battista Carta, patriota e rivoluzionario italiano (n. 1783)
- 14 ottobre - Niccolò Vecchietti, latinista, scrittore e poeta italiano (n. 1801)
- 17 ottobre - Andrea Adolfo Campana, militare italiano (n. 1815)
- 18 ottobre - Charles Babbage, matematico e filosofo britannico (n. 1791)
- 18 ottobre - Karl Friederichs, filologo classico e archeologo tedesco (n. 1831)
- 18 ottobre - Alphonse Pinard, banchiere francese (n. 1815)
- 19 ottobre - Berthold Carl Seemann, botanico tedesco (n. 1825)
- 22 ottobre - Roderick Impey Murchison, geologo e paleontologo scozzese (n. 1792)
- 24 ottobre - Julius Theodor Christian Ratzeburg, entomologo, botanico e zoologo tedesco (n. 1801)
- 24 ottobre - Francis Joseph Sloane, imprenditore e mecenate inglese (n. 1795)
- 25 ottobre - Santiago Drake del Castillo, imprenditore, mercante e banchiere spagnolo (n. 1805)
- 26 ottobre - Robert Anderson, generale statunitense (n. 1805)
- 26 ottobre - Thomas Ewing, avvocato e politico statunitense (n. 1789)

## Novembre(19)
- 2 novembre - Athalia Schwartz, scrittrice e giornalista danese (n. 1821)
- 7 novembre - Edoardo Agnelli, imprenditore e politico italiano (n. 1831)
- 7 novembre - Guglielmo Folliero de Luna, scrittore italiano (n. 1822)
- 7 novembre - Adolph Strecker, chimico tedesco (n. 1822)
- 8 novembre - Charles Francis Hall, esploratore statunitense (n. 1821)
- 10 novembre - Massimiliano Carlo di Thurn und Taxis, principe (n. 1802)
- 11 novembre - Peder Hjort, letterato danese (n. 1793)
- 20 novembre - Andō Nobumasa, militare giapponese (n. 1819)
- 20 novembre - Mariano Melgarejo, politico boliviano (n. 1820)
- 24 novembre - Cesare Bozetti, presbitero e patriota italiano (n. 1804)
- 26 novembre - Gaetano di Borbone-Due Sicilie, principe (n. 1846)
- 26 novembre - Alexander Funk, politico, avvocato e magistrato svizzero (n. 1806)
- 27 novembre - Jean Baptiste Félix Descuret, medico e scrittore francese (n. 1795)
- 28 novembre - Luigi Ferrario, storico, archivista e paleografo italiano (n. 1812)
- 28 novembre - Théophile Ferré, politico e giornalista francese (n. 1846)
- 28 novembre - Mattia Montecchi, politico e patriota italiano (n. 1816)
- 28 novembre - Louis Rossel, militare francese (n. 1844)
- 29 novembre - John Bigler, politico, diplomatico e avvocato statunitense (n. 1805)
- 30 novembre - Gaston Crémieux, avvocato e attivista francese (n. 1836)

## Dicembre(29)
- 3 dicembre - Bernard Romain Julien, incisore, litografo e pittore francese (n. 1802)
- 7 dicembre - Nicolas Levasseur, basso francese (n. 1791)
- 7 dicembre - Wilhelm Steuerwaldt, pittore tedesco (n. 1815)
- 8 dicembre - Johann Ulrich Hanauer, politico e insegnante svizzero (n. 1807)
- 8 dicembre - Teresa di Nassau-Weilburg, principessa belga (n. 1815)
- 9 dicembre - Enrichetta Di Lorenzo, rivoluzionaria e patriota italiana (n. 1820)
- 9 dicembre - Josef Mánes, pittore ceco (n. 1820)
- 10 dicembre - Édouard Desplechin, scenografo francese (n. 1802)
- 10 dicembre - Giuseppe Ignazio Montanari, letterato italiano (n. 1801)
- 14 dicembre - George Hudson, imprenditore britannico (n. 1800)
- 15 dicembre - Barboncito, condottiero nativo americano (n. 1821)
- 16 dicembre - Willibald Alexis, scrittore tedesco (n. 1798)
- 17 dicembre - Alessandro Gandini, compositore italiano (n. 1807)
- 17 dicembre - Giovanni Battista Nappi, magistrato italiano (n. 1800)
- 18 dicembre - Luigi Magi, scultore italiano (n. 1804)
- 19 dicembre - Giuseppe Civinini, patriota, giornalista e politico italiano (n. 1835)
- 19 dicembre - Mihael Stroj, pittore sloveno (n. 1803)
- 19 dicembre - Joseph-Érasme-Louis de Courten, nobile e militare svizzero (n. 1807)
- 21 dicembre - Louise Aston, scrittrice tedesca (n. 1814)
- 21 dicembre - Paul Guigou, pittore francese (n. 1834)
- 21 dicembre - Jean-Baptiste François Pompallier, missionario e arcivescovo cattolico francese (n. 1801)
- 21 dicembre - Aurèle Robert, pittore svizzero (n. 1805)
- 21 dicembre - John Anthony Winston, politico statunitense (n. 1812)
- 22 dicembre - Edward Law, I conte di Ellenborough, politico britannico (n. 1790)
- 23 dicembre - Giacomo Bernardi, vescovo cattolico italiano (n. 1799)
- 25 dicembre - Friedrich Jäger von Jaxtthal, oculista austriaco (n. 1784)
- 28 dicembre - Giritli Mustafa Naili Pascià, politico turco (n. 1798)
- 28 dicembre - James Henry Hackett, attore teatrale statunitense (n. 1800)
- 30 dicembre - Antonio Pio, pittore italiano (n. 1809)

## Senza giorno specificato(35)
- Aleksandr Nikolaevič Afanas'ev, scrittore russo (n. 1826)
- Auguste Anicet-Bourgeois, drammaturgo e librettista francese (n. 1806)
- Mademoiselle Anaïs, attrice teatrale francese (n. 1802)
- Enrico Avigdor, politico italiano (n. 1814)
- Bamba Qadin, nobile egiziana
- Paul Barroilhet, baritono francese (n. 1810)
- Giovanni Luigi Bazzoni, compositore italiano (n. 1816)
- Édouard Bertin, pittore francese (n. 1797)
- Francesco Citarelli, scultore e pittore italiano (n. 1790)
- Louis Companyo, botanico francese (n. 1781)
- James De Carle Sowerby, mineralogista e botanico britannico (n. 1787)
- Debindro Singh, principe indiano
- François Dubois, pittore francese (n. 1790)
- Charles Frodsham, orologiaio britannico (n. 1810)
- Georg Gottfried Gervinus, politico e storico tedesco (n. 1805)
- Josiah Harlan, avventuriero statunitense (n. 1799)
- Pietro Isella, scultore svizzero (n. 1812)
- Kıbrıslı Mehmed Emin Pascià, politico ottomano (n. 1813)
- Ignazio Lavagna Fieschi, pittore italiano (n. 1814)
- Daisy de Lawayss (n. 1862)
- Francesco Lazzari, architetto italiano (n. 1791)
- André-Hippolyte Lemonnier, poeta, saggista e viaggiatore francese (n. 1794)
- Jean Levaillant, generale francese (n. 1794)
- Heinrich von Mayr, pittore e incisore tedesco (n. 1806)
- José Mármol, poeta argentino (n. 1818)
- Santo Panario, pittore italiano (n. 1786)
- Luigi Parola, politico italiano (n. 1805)
- Pasquale Pozzi, imprenditore e politico italiano (n. 1820)
- Joseph André Rogron, giurista francese (n. 1793)
- William Rutherford, matematico inglese (n. 1798)
- Antonio Simonelli, politico italiano
- Teresa Valenti Gonzaga, patriota italiana (n. 1793)
- Angiolo della Valle, architetto italiano (n. 1812)
- Juan Clemente Zenea, scrittore e patriota cubano (n. 1832)
- Clementina de Como, scrittrice francese (n. 1803)